# Paunküla
Paunküla falu Észtország Harju megyéjében. A település közigazgatásilag Kose községhez tartozik, korábban, 2013 októberéig a megszűnt Kõue községhez tartozott. A fővárostól, Tallinntól mintegy 50 km-re délkeletre található. A falu a Pirita-folyó mentén fekszik, délre található a folyón létesített Paunkülai-víztározó. A Pirita-folyótól nyugatra eső területet az 598 hektáros, 1981-ben létrehozott Paunkülai tájvédelmi körzet foglalja el.
A település síkvidéken terül el. A tengerszint feletti átlagos magasság 78 m, a legmagasabb pont 94 m. Erdős és mocsaras terület több kisebb tóval. A terület ritkán lakott, a népsűrűség 5 fő/km². A falu lakossága 2011-ben 121 fő volt.
A falu határában az 1950-es évek végén, az 1960-as évek elején a 12. századból származó leletek (ezüst érmék és ékszerek) kerültek elő.

## Népesség
A település népessége az utóbbi években az alábbi módon alakult:
| Lakosok száma | 121  | 46   | 42   | 85   |
|               | 2011 | 2019 | 2020 | 2021 |